# 前149年
| 千纪： | 前1千纪 |
| 世纪： | 前3世纪 \| 前2世纪 \| 前1世纪                                                                                         |
| 年代： | 前170年代 \| 前160年代 \| 前150年代 \| 前140年代 \| 前130年代 \| 前120年代 \| 前110年代                               |
| 年份： | 前154年 \| 前153年 \| 前152年 \| 前151年 \| 前150年 \| 前149年 \| 前148年 \| 前147年 \| 前146年 \| 前145年 \| 前144年 |
| 纪年： | 西汉汉景帝中元元年 |

## 大事记
- 因为迦太基有复原迹象，“必须消灭”，罗马军队在北非登陆，开始攻击迦太基城，古罗马和迦太基之间爆发第三次布匿战争。。